# Uranoscopidae
Los uranoscópidos (Uranoscopidae), llamados cepos tósigos, son una familia de peces marinos incluida en el orden Perciformes. Viven en aguas poco profundas, enterrados en la arena para cazar al acecho a invertebrados y pequeños peces que pasan sobre ellos, atraídos por señuelos que poseen en la boca simulando pequeños gusanos.
Tienen los ojos situados en la parte superior de la cabeza, con una boca que se abre hacia arriba en una enorme cabeza. Tienen entre 18 y 90 cm de longitud, con largas aletas dorsal y anal.
Son especies con veneno, con dos largas espinas venenosas situadas en el opérculo y sobre las aletas pectorales. También pueden causar descargas eléctricas. Atrapan a sus presas directamente con las fauces camuflándose en el lecho marino y esperando a que se posen sobre ellas.
Su nombre de cepo tósigo deriva de su carácter venenoso y la manera de cazar a sus presas.

## Géneros y especies
Existen unas 53 especies agrupadas en ocho géneros:
- Género Astroscopus Brevoort, 1860:
  - Astroscopus guttatus Abbott, 1860
  - Astroscopus sexspinosus (Steindachner, 1876)
  - Astroscopus y-graecum (Cuvier, 1829)
  - Astroscopus zephyreus Gilbert y Starks, 1897

- Género Genyagnus Gill, 1861:
  - Genyagnus monopterygius (Schneider, 1801)

- Género Ichthyscopus Swainson, 1839:
  - Ichthyscopus barbatus Mees, 1960
  - Ichthyscopus fasciatus Haysom, 1957
  - Ichthyscopus insperatus Mees, 1960
  - Ichthyscopus lebeck (Bloch y Schneider, 1801)
  - Ichthyscopus malacopterus (Anonymous [Bennett], 1830)
  - Ichthyscopus nigripinnis Gomon y Johnson, 1999
  - Ichthyscopus sannio Whitley, 1936
  - Ichthyscopus spinosus Mees, 1960

- Género Kathetostoma Günther, 1860:
  - Kathetostoma albigutta Bean, 1892
  - Kathetostoma averruncus Jordan y Bollman, 1890
  - Kathetostoma binigrasella Gomon y Roberts, 2011
  - Kathetostoma canaster Gomon y Last, 1987
  - Kathetostoma cubana Barbour, 1941
  - Kathetostoma fluviatilis Hutton, 1872
  - Kathetostoma giganteum Haast, 1873
  - Kathetostoma laeve (Bloch y Schneider, 1801)
  - Kathetostoma nigrofasciatum Waite y McCulloch, 1915

- Género Pleuroscopus Barnard, 1927:
  - Pleuroscopus pseudodorsalis Barnard, 1927

- Género Selenoscopus Okamura y Kishimoto, 1993:
  - Selenoscopus turbisquamatus Okamura y Kishimoto, 1993

- Género Uranoscopus Linnaeus, 1758:
  - 23 especies, que pueden ser consultadas en el artículo de este género.

- Género Xenocephalus Kaup, 1858:
  - Xenocephalus armatus Kaup, 1858
  - Xenocephalus australiensis (Kishimoto, 1989)
  - Xenocephalus cribratus (Kishimoto, 1989)
  - Xenocephalus egregius (Jordan y Thompson, 1905)
  - Xenocephalus elongatus (Temminck y Schlegel, 1843)
  - Xenocephalus innotabilis (Waite, 1904) )